# کوبهام اوییشن سرویسز استرالیا
کوبهام اوییشن سرویسز استرالیا (به انگلیسی: Cobham Aviation Services Australia) یک شرکت هواپیمایی با کد یاتا NC است که در ۱۹۸۹ میلادی تأسیس شده‌است. قطب کوبهام اوییشن سرویسز استرالیا در فرودگاه آدلاید قرار دارد.